# National Mineral Development Corporation

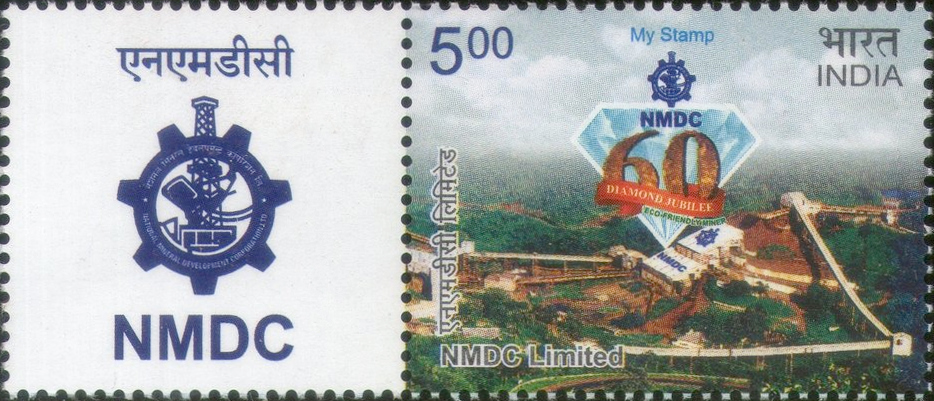
Briefmarke der indischen Post (2017)

National Mineral Development Corporation (NMDC) ist ein staatliches, indisches Bergbau-Unternehmen mit Firmensitz in Hyderabad. NMDC fördert Eisenerz und andere metallische Produkte.